# FK Ałamudun
FK Ałamudun (kirg. Футбол клубу «Аламүдүн») – kirgiski klub piłkarski, mający siedzibę w mieście Ałamudun, w północnym przedmieściu stolicy kraju Biszkek.

## Historia
Chronologia nazw:
- 1997: Dinamo Ałamudun (ros. «Динамо» Аламудун)
- 2002: Łucz-Ałtyn-Taała Ałamudun (ros. ФК «Луч-Алтын-Таала» Аламудун)
- 2004: FK Ałamudun (ros. ФК «Аламудун»)

Piłkarski klub Dinamo został założony w miejscowości Ałamudun w roku 1997. W 1997 zespół startował w rozgrywkach o Puchar Kirgistanu, a w 1998 debiutował w Wyższej Lidze, w której najpierw zajął 6.miejsce w grupie północnej, jednak nie zakwalifikował się do turnieju finałowego. Do 2001 co roku występował w rozgrywkach pucharowych. W 2002 klub zmienił nazwę na Łucz-Ałtyn-Taała Ałamudun i po raz kolejny startował w rozgrywkach o Puchar Kirgistanu. W 2004 przyjął nazwę FK Ałamudun.

## Sukcesy

### Trofea międzynarodowe
Nie uczestniczył w rozgrywkach azjatyckich (stan na 31-12-2015).

### Trofea krajowe
| \| \| Zdobyte trofea w rozgrywkach Kirgistanu (stan na: 31-12-2015) \| |                                                               |      |                    |
| Rozgrywki                                                              | Osiągnięcie                                                   | Razy | Sezon(y)           |
| Mistrzostwo                                                            | I miejsce                                                     | 0    |                    |
| Mistrzostwo                                                            | II miejsce                                                    | 0    |                    |
| Mistrzostwo                                                            | III miejsce                                                   | 0    |                    |
| Mistrzostwo                                                            | 6.miejsce                                                     | 1    | 1998 (gr.północna) |
| Puchar                                                                 | zdobywca                                                      | 0    |                    |
| Puchar                                                                 | finalista                                                     | 0    |                    |
| Puchar                                                                 | półfinalista                                                  | 1    | 1997               |
| II liga                                                                | I miejsce                                                     | ?    |                    |
| II liga                                                                | II miejsce                                                    | ?    |                    |
| II liga                                                                | III miejsce                                                   | ?    |                    |
| Kirgistan                                                              | Zdobyte trofea w rozgrywkach Kirgistanu (stan na: 31-12-2015) |      |                    |

## Stadion
Klub rozgrywa swoje mecze domowe na stadionie Centralnym w Ałamudunie, który może pomieścić 1000 widzów.